# 奥什拉加
奥什拉加（法語發音：[ɔʃlaɡa]）是一个在今日加拿大魁北克省蒙特利尔附近附近屬於聖勞倫斯易洛魁族人的村庄。1535年把附近一座山丘命名為王山的法國探險家雅克·卡蒂亚成為第一位到達當地的歐洲人。當他數年後再次到訪的時候村落仍然存在。
但在17世紀初另一位法國探險家萨缪尔·德·尚普兰抵達以前村落已經消失。他與其伙伴在1642年建立了聖母城的殖民地，即滿地可的前身。
現在奥什拉加-迈松讷沃（Hochelaga-Maisonneuve）是蒙特利尔的一個社區。